# Băgaciu (gmina)
Băgaciu – gmina w Rumunii, w okręgu Marusza. Obejmuje miejscowości Băgaciu i Deleni. W 2011 roku liczyła 2474 mieszkańców.